# Роман Кершбаум
Роман Кершбаум (нім. Roman Kerschbaum, нар. 19 січня 1994, Нойнкірхен, Австрія) — австрійський футболіст, півзахисник віденського «Рапіда».

## Ігрова кар'єра

### Клубна
Роман Кершбаум є вихованцем ряда австрійських клубів, втому числі і зі свого рідного міста Нойнкірхен. У 2007 році він приєднався до молодіжної команди клубу «Санкт-Пельтен». У 2012 році Кершбаум перебрався до Німеччини, де два сезони грав у Регіональній лізі за другий склад «Нюрнберга».
У 2015 році футболіст повернувся до Австрії, де приєднався до клубу «Гредіг». 7 березня 2015 року Кершбаум зіграв першу гру в австрійській Бундеслізі. Влітку 2016 року як вільний агент півзахисник перейшов до клубу Другої Бундесліги «Ваккер» (Інсбрук), з яким у сезоні 2017/18 виграв турнір Другої Бундесліги і підвищився до елітного дивізіону. Ще три сезони футболіст провів у складі «Адміра Ваккер Медлінг».
У липні 2022 року Кершбаум перейшов до віденського «Рапіда», з яким підписав контракт до червня 2025 року. У складі «Рапіда» Кершбаум дебютував у єврокубках, у сезоні 2022/23 зігравши у матчах Ліги конференцій.

### Збірна
Роман Кершбаум провів одну гру в складі молодіжної збірної Австрії.